# دختران ایران (نشریه)
دختران ایران نشریه‌ای فمینیستی بود که در سال ۱۳۱۰ توسط زندخت شیرازی در شیراز انتشار می‌یافت ولی توسط حکومت توقیف شد.
در این نشریه اخباری از فعالیت‌های فمینیستی سایر کشورهای دنیا چاپ می‌شد. سرمقاله‌های دختران ایران را اغلب زندخت شیرازی می‌نوشت و به حقوق زنان می‌پرداخت. او نظریه‌های فرودستی زیست‌شناختی زنان را رد می‌کرد و همچنین زنان را تشویق می‌کرد خواسته‌ها و حقوق خود را با جسارت بیان و پی‌گیری کنند. همچنین در آن مطالب ادبی و شعرهای انقلابی منتشر می‌شد (برای نمونه، شعرهای زندخت شیرازی در آن به چاپ می‌رسید که از رادیکال‌ترین گرایش‌های فمینیستی در ایران بودند).
هدف انتشار این نشریه در این شعار خلاصه شده بود: «آرزوی دختران ایران، بیداری زنان ایران است». نویسندگانی همچون صدیقه دولت آبادی، کاظم زاده ایرانشهر، رشید یاسمی، سعید نفیسی، جمال زاده و دکتر هوشیار نیز در این نشریه می‌نوشتند.
این نشریه پس از ۷ ماه توقیف شد و حمله‌ها و نقدهای شدیدی بر زندخت شد. زندخت پس از چند سال از شیراز به تهران رفت و بدون داشتن امکانات مادی کافی در میدان فردوسی اتاقی اجاره کرد و انتشار نشریه را پی گرفت.